# Alex Russell (diễn viên)
Alexander "Alex" Russell (sinh ngày 11 tháng 12 năm 1987) là một diễn viên người Úc. Anh nổi tiếng với vai diễn trong bộ phim Chronicle và phim năm 2014 Believe Me.

## Tiểu sử
Russellsinh ra ở Brisbane, lớn lên ở Rockhampton, Queensland,, con trai của bác sĩ phẫu thuật Tiến sĩ Andrew Russell và y tá Frances Russell. Anh có một em trai, Dominic, và một em gái, Georgiana. Ông tốt nghiệp trường Rockhampton Grammar School năm 2004, đang theo học tại Học viện Nghệ thuật Sân khấu Quốc gia (NIDA) ở Sydney.

## Nghề nghiệp
Russell đã xuất hiện trong bộ phim Wasted on the Young năm 2010. Năm 2011, anh xuất hiện trong hai phim ngắn, The Best Man và Halloween Knight; ông đã đạo diễn một bộ phim ngắn có tựa đề "Love and Dating in LA !, được trình chiếu trên" Peoples Showcase: Horror Edition "của El Rey Network, trong năm 2012, ông đóng vai chính trong bộ phim khoa học viễn tưởng Chronicle.. Nolan trong bộ phim 2013 Carrie remake. Năm 2014, anh đóng vai Sam Atwell trong Believe Me.

## Danh sách phim tham gia

### Phim
| Năm  | Tựa                     | Vai             | Ghi chú             |
| ---- | ----------------------- | --------------- | ------------------- |
| 2010 | Wasted on the Young     | Zack            |                     |
| 2010 | Almost Kings            | Hass            |                     |
| 2011 | The Best Man            | Malcolm         | Phim ngắn           |
| 2011 | Halloween Knight        | Paul            | Phim ngắn           |
| 2012 | Chronicle               | Matt Garetty    |                     |
| 2012 | Bait 3D                 | Ryan            |                     |
| 2013 | The Host                | Seeker Burns    |                     |
| 2013 | Carrie                  | Billy Nolan     |                     |
| 2013 | Love and Dating in L.A. |                 | Director/Short Film |
| 2014 | Believe Me              | Sam Atwell      |                     |
| 2014 | Cut Snake               | Sparra Farrell  |                     |
| 2014 | Unbroken                | Pete Zamperini  |                     |
| 2015 | Prisoner of War         | Bo              |                     |
| 2015 | Pacific Standard Time   | Không rõ        |                     |
| 2016 | Goldstone               | Josh            |                     |
| 2016 | Blood in the Water      | Percy           |                     |
| 2017 | Only the Brave          | Andrew Ashcraft |                     |
| 2017 | Jungle                  | Kevin           |                     |

### Truyền hình
| Năm  | Tựa         | Vai          | Ghi chú                  |
| ---- | ----------- | ------------ | ------------------------ |
| 2012 | NTSF:SD:SUV | Stewie Mears | Episode: "16 Hop Street" |
| 2015 | Galyntine   | Roman        | Phim truyền hình         |
| 2017 | S.W.A.T.    | Jim Street   | Main                     |